# 酒椰
酒椰（学名：Raphia vinifera）为棕榈科酒椰属下的一个种。